# Ramón Alegre
Ramón Alegre Biosca (* 14. Mai 1981 in Barcelona) ist ein ehemaliger spanischer Hockeyspieler. Er belegte bei den Olympischen Spielen 2008 mit der spanischen Nationalmannschaft den zweiten Platz, bei Weltmeisterschaften gewann er einmal Bronze. Hinzu kam eine Goldmedaille und zwei Silbermedaillen bei Europameisterschaften.

## Sportliche Karriere
Ramón Alegre spielte bis 2004 sowie von 2005 bis 2009 beim Club Egara in Terrassa, 2001 wurde er mit Egara spanischer Meister. 2004/05 war er in den Niederlanden beim Larensche Mixed Hockey Club, ab 2009 spielte er beim SV Kampong.
Sein erstes großes Turnier mit der Nationalmannschaft bestritt Ramón Alegre bei der Weltmeisterschaft 2002 in Kuala Lumpur, die Spanier belegten den elften Platz. Alegre war in allen neun Spielen dabei. Im Jahr darauf bei der Europameisterschaft 2003 in Barcelona erreichten die Spanier das Finale und unterlagen dann den Deutschen im Penaltyschießen. Bei den Olympischen Spielen 2004 in Athen war Alegre in allen sieben Spielen dabei. Die Spanier gewannen ihre Vorrundengruppe und unterlagen im Halbfinale den Australiern mit 3:6. Das Spiel um die Bronzemedaille gegen die deutsche Mannschaft verloren die Spanier durch Sudden Death in der Nachspielzeit.
Im Jahr darauf bei der Europameisterschaft in Leipzig besiegten die Spanier die Deutschen im Halbfinale. Im Finale gegen die Niederländer siegten die Spanier mit 4:2. 2006 bei der Weltmeisterschaft in Mönchengladbach belegten die Spanier in der Vorrunde den zweiten Platz hinter den Australiern. Im Halbfinale unterlagen sie den Deutschen nach Siebenmeterschießen, gewannen aber die Bronzemedaille durch ein 3:2 gegen die südkoreanische Mannschaft. Alegre war in allen sieben Spielen dabei. 2007 bei der Europameisterschaft in Manchester bezwangen die Spanier im Halbfinale die deutsche Mannschaft nach Verlängerung und Penaltyschießen. Im Finale unterlagen sie den Niederländern mit 2:3. Bei den Olympischen Spielen 2008 in Peking unterlagen die Spanier in der Vorrunde den Deutschen mit 0:1, belegten aber den ersten Platz ihrer Vorrundengruppe. Im Halbfinale besiegten die Spanier die Australier mit 3:2. Im Finale trafen sie wieder auf das deutsche Team und verloren mit 0:1.
Alegre belegte mit der spanischen Mannschaft den fünften Platz bei der Weltmeisterschaft 2010 in Neu-Delhi. Alegre war in allen sechs Spielen dabei. 2012 bei den Olympischen Spielen in London erreichten die Spanier nach einem dritten Platz in ihrer Vorrundengruppe am Ende den sechsten Platz. Im Spiel um den fünften Platz erzielte Alegre seinen einzigen Treffer bei Olympischen Spielen. Nach dem fünften Platz bei der Europameisterschaft 2013 erreichten die Spanier bei der Weltmeisterschaft 2014 in Den Haag den achten Platz. Nach seiner vierten Weltmeisterschaftsteilnahme und insgesamt 260 Länderspielen beendete Alegre seine Karriere in der Nationalmannschaft.

## Familie
Bei den Olympischen Spielen 2004, 2008 und 2012 spielte neben Ramón auch sein jüngerer Bruder David Alegre in der spanischen Nationalmannschaft.